# Panoz Abruzzi
La Panoz Abruzzi est une voiture de grand tourisme construite par le constructeur américain Panoz. Elle est utilisée dans les championnats American Le Mans Series, Le Mans Series et 24 Heures du Mans.
Présentée dans sa version Spirit of Le Mans lors des 24 Heures du Mans 2010 et invitée à participer au Petit Le Mans en 2010, elle ne fait ses débuts en compétition qu'en 2011 lors des 12 Heures de Sebring pour l'ouverture des American Le Mans Series 2011.

## Historique
La Panoz Abruzzi est avant tout une voiture rêvée par Don Panoz, le site officiel décrit ce rêve avec les mots suivants : « Concevoir une voiture garde du temps alliant un design sportif élégant et contemporain mais qui n'aurait pas oublié cette époque que l'on croyait révolue, quand les pilotes disputaient Le Mans au volant de leur propre voiture ».
Le nom Abruzzi fait référence à la région des Abruzzes d'où était originaire le père de Don Panoz, Eugène Panunzio, immigré aux États-Unis au début du XXe siècle.

## Série limitéeSpirit of Le Mans
La "Spirit of Le Mans" est une voiture de sport homologuée pour la route. Elle ne sera disponible qu'en 81 exemplaires représentant le nombre d'éditions des 24 Heures du Mans qui auront été disputées en 2013.
La puissance du moteur est supérieure à 600 ch et il est doté de la technologie Trifectacooling qui permet de réduire la température du liquide de refroidissement. Une autre innovation est apportée sur la carrosserie par l'utilisation du R.E.A.M.S. (Recyclable Energy Absorbing Matrix System), cette matière composite recyclable est plus résistante et plus légère que la fibre de carbone.
Les futurs propriétaires ne prendront possession de cette voiture que sur le Circuit des 24 Heures et seront les invités d'honneur de l'Automobile Club de l'Ouest et de Panoz lors des 24 Heures du Mans.

## Compétition
Depuis 2007, Panoz est partenaire du Prototype Technology Group avec qui il développe en 2010 la nouvelle Panoz Abruzzi. La voiture fait sa première apparition au Petit Le Mans 2010 mais ne participe pas à la course,,. La voiture débute finalement en compétition lors des 12 Heures de Sebring 2011 avec les pilotes Benjamin Leuenberger et Ian James. Elle ne s'alignera que sur une seconde course à Mosport avec les pilotes Edward Sandström et Ian James.
Dans le but d'être présent sur le continent européen, Panoz recherche un partenaire engagé en Le Mans Series pour 2011. L'écurie Atlas FX-Team FS s'est portée candidate pour ce partenariat mais a dû renoncer par manque de financement,.